# Capítulos matrimoniales de Barbastro

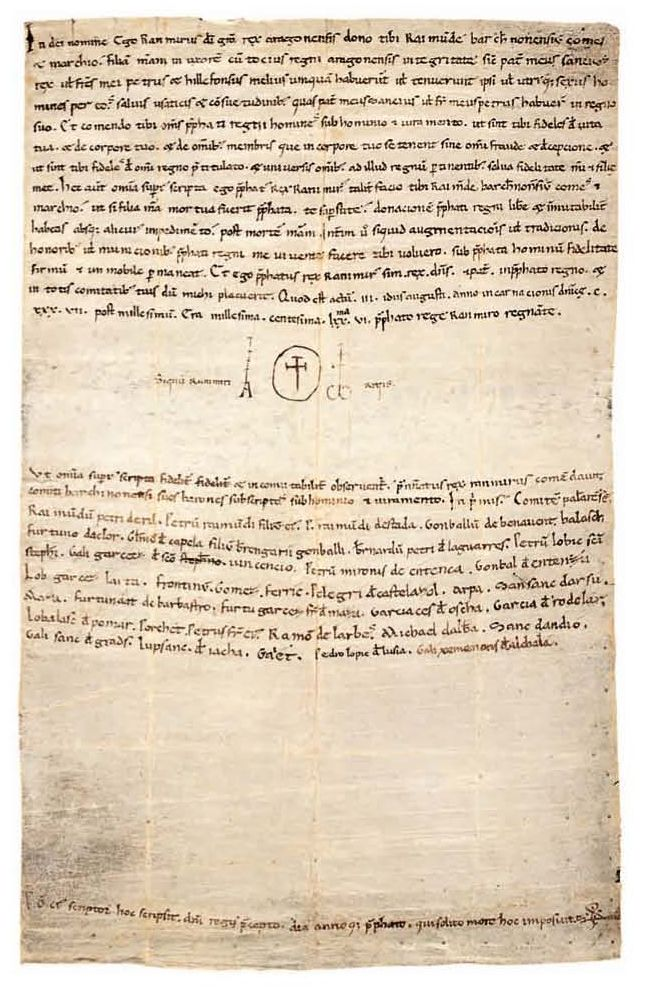
Capítulos matrimoniales de Barbastro (11 de agosto del 1137)

Los llamados Capítulos matrimoniales de Barbastro son una carta de donación que hizo el rey Ramiro II de Aragón el 11 de agosto del 1137 en Barbastro donde se recogen las capitulaciones matrimoniales pactadas entre el rey Ramiro II de Aragón y el conde Ramón Berenguer IV de Barcelona y en virtud de las cuales se pactaba el casamiento del conde de Barcelona con la recién nacida Petronila de Aragón, hija del rey de Aragón.

## Contexto
El tratado se enmarca en la problemática surgida a raíz del Testamento de Alfonso I de Aragón (1131) por su sucesión. Zaragoza, la nueva capital del Reino de Aragón se encontraba ocupado por las tropas del rey Alfonso VII de Castilla, pero la Santa Sede exigió el desempeño del testamento y la entrega efectiva de las rentas que generaban los reinos que habían estado bajo el dominio del rey Alfonso I de Aragón a las órdenes militares. Para concebir un sucesor, Ramiro II de Aragón se había casado con Inés de Poitou, la cual acababa de engendrar no un varón, sino una hembra, Petronila de Aragón, nacida el 29 de junio del 1136. Ante esta situación se acordó el Tratado de Alagón (1136) mediante el cual se pactó el casamiento entre el hijo primogénito del rey Alfonso VII de León, Sancho III de Castilla, y la acabada de nacer Petronila de Aragón (que de resultas del tratado se tenía que pasar a denominar Urraca). El hecho suponía que, a largo plazo, los reinos de Aragón pasarían a la Corona de Castilla. A cambio, Alfonso VII devolvía la soberanía efectiva sobre Zaragoza a Ramiro II de Aragón, quien a su vez cedía el control y la defensa a Alfonso VII de León, siempre que cuando muriera lo devolviera a Ramiro II de Aragón, que había acontecido el soberano efectivo, a pesar de que a la larga pasaría a su hija Petronila (Urraca), y por el matrimonio pactado, a Sancho de Castilla.

## Pacto de casamiento
La nobleza aragonesa rechazó el casamiento de Petronila con el hijo Alfonso VII de Castilla, temerosos de caer bajo el dominio de Castilla. Desde el 24 de agosto del 1136, al 11 de agosto del 1136|1137 se forjó un pacto entre Ramón Berenguer IV de Barcelona y Ramiro II de Aragón para casar el joven conde de Barcelona con la hija del rey, Petronila de Aragón, que tenía un año de edad.

## Los capítulos matrimoniales
El 11 de agosto del 1137 en Barbastro el rey Ramiro II de Aragón concertó el casamiento de su hija con el conde Ramón Berenguer IV.
El rey dio al conde su hija por mujer con su reino tal como se extendía y había poseído su padre y rey Sancho Ramírez, rey de Aragón y Pamplona, y por sus hermanos, los reyes Pedro I de Aragón y Alfonso I de Aragón, quedando en ley y establecidos sus fueros, costumbres y usos, que en tiempos de sus predecesores habían tenido los aragoneses y eran vigentes al reino. Quedaba el conde como rey en caso de que su mujer Petronila muriera sin hijos. También le encomendaba las tierras y súbditos en homenaje y juramento que le guardarían fielmente la vida y el cuerpo del conde sin ningún engaño, y que le obedecerían lealmente, guardando la fidelidad que le debían a su hija, que era su señora natural, con tal que si ella moría quedaría el reino sujeto al conde sin ninguna contradicción, y que lo tendría y poseería después de la muerte del rey.
Por su parte, el rey Ramiro II mantendría los títulos de Rey de Aragón y conde de Barcelona mientras viviera.

In Dei nomine.
Ego Rammirus, Dei gratia rex aragonensis, dono tibi, Raimundo, barchinonensium comes et marchio, filiam meam in uxorem, cum tocius regni aragonensis integritate, sicut pater meus Sancius, rex, vel fratres mei, Petrus et Ildefonsus, melius unquam habuerunt vel tenuerunt ipsi vel utriusque sexus homines per eos, salvis usaticis et consuetudinibus quas pater meus Sancius vel frater meus Petrus habuerunt in regno suo.
Et commendo tibi omnes prephati regni homines sub hominio et iuramento ut sint tibi fideles de vita tua et de corpore tuo et de omnibus membris que in corpore tuo se tenent, sine omni fraude et decepcione, et ut sint tibi fideles de omni regno pretitulato et universis omnibus ad illud regnum pertinentibus, salva fidelitate mihi et filie mee.
Hec autem omnia superius scripta ego prephatus rex Rammirus taliter facio tibi, Raimunde, barchinonensium comes et marchio, ut, si filia mea mortua fuerit prehata, te superstite, donationem prephati regni libere et immutabiliter habeas absque alicuius impedimento post mortem meam.
Interim vero, si quid augmentationis vel traditionis de honoribus vel municionibus prephati regni, me vivente, facere tibi voluero, sub prephata hominum fidelitate firmum et immobile permaneat; et ego prephatus rex Rammirus sim rex, dominus et pater in prephato regno et in totis comitatibus tuis, dum mihi placuerit.
Quod est actum III idus augusti anno incarnationis Dominice CXXXVII post millesimum, era millesima centesima LXXV, prephato Rammiro regnante.
Signum Rammiri + regis.

Ut omnia superius scripta fideliter et incomutabiliter observentur, prenominatus rex Rammirus comendavit comiti barchinonensi suos barones subscriptos sub hominio et iuramento: in primis, comitem palearensem, Raimundum Petri de Eril, Petrum Raimundi filium eius, P. Raimundi d'Estada, Gomballum de Benavent, Balach Furtuno d'Açlor, Guillelmum de Capela filium Berengarii Gomballi, Bernardum Petri de Laguarres, Petrum Lobiz Sancti Stephani, Gali Garcez de Sancto Vincentio, Petrum Mironis de Entenza, Gombal de Entenza, Lop Garcez Laita, Frontinum, Gomez Ferriz, Pelegri de Castel Azol, Arpa, Sansanz d'Arsu, Maza, Furtun d'At de Barbastro, Fortun Garcez frater de Maza, Garcia Cez d'Oscha, Garcia de Rodelar, Lobalasch de Pomar, Porchet, Petrus frater eius, Raimon de l'Arbes, Michael d'Albera, Sanz d'Andio, Gali Sanz de Grads, Lop Sanz de Iacha, Gaiet, Pedro Lopiz de Lusia, Gali Xemenons d'Alcala.

## Copias y manuscritos
Del manuscrito se hicieron varias copias coetáneas y algunas posteriores.
- (A).
- (B). Duplicado de Ramón Berenguer IV (ACA, Pergaminos de Ramón Berenguer IV, carpeta 35, n.º 86)
- (C). Copia de la segunda mitad del siglo XII (ACA, Pergaminos de Ramón Berenguer IV, carpeta 35, n.º 86bis)
- (D). Copia de (C) al Liber feudorum maior (ACA, Liber feudorum maior, fol. 5-6)
- Edición de Próspero Bofarull.

La copia (D) que se hizo por el Liber feudorum maior titula el documento: Instrumentum quo rex Ramirus dedit te tradidit filiam suam in uxorem Raimundi, venerabili comiti Barchinonensi, cum omni reino Aragonis

## Iconografía
|  |  |  |